# Bladié-Tiémala
Bladié-Tiémala est une localité et une commune malienne de l'arrondissement central de Garalo, dans le cercle de Garalo et la région de Bougouni.

## Villages
La commune s'étend sur 3 localités relevées lors du recensement général de 2009. 
Les villages les plus peuplés sont :
- Bladié-Tiémala (2 856 habitants)
- Koin (1 183 habitants)
- Tamassé (565 habitants)